# روبرتو أوخيدا
روبرتو أوخيدا (بالإسبانية: Roberto Ojeda González)‏ هو مجدف كوبي، ولد في 14 مارس 1942 في كارديناس في كوبا.

## وصلات خارجية
- روبرتو أوخيدا على موقع الاتحاد الدولي للتجديف (الإنجليزية)
- روبرتو أوخيدا على موقع أوليمبيديا (الإنجليزية)